# 杜洛沃
48°8′33″N 23°35′14″E / 48.14250°N 23.58722°E
杜洛沃（烏克蘭語：Дулово）是位於烏克蘭西部外喀爾巴阡州裏佳奇夫區的村莊，始建於1503年，面積12.9平方公里，海拔高度291米，2023年人口2,424，人口密度每平方公里26,888.89人。